# Xã West Bradford, Quận Chester, Pennsylvania
Xã West Bradford (tiếng Anh: West Bradford Township) là một xã thuộc quận Chester, tiểu bang Pennsylvania, Hoa Kỳ. Năm 2010, dân số của xã này là 12.223 người.